# محوطه کلام کلاده طیولا پایین
محوطه کلام کلاده طیولا پایین مربوط به دوران‌های تاریخی پس از اسلام است و در شهرستان رودسر، بخش رحیم آباد، روستای طیولا پایین واقع شده و این اثر در تاریخ ۲ بهمن ۱۳۸۲ با شمارهٔ ثبت ۱۰۷۶۴ به‌عنوان یکی از آثار ملی ایران به ثبت رسیده‌است.